# Malaysia International 2025
Die Malaysia International 2025 im Badminton fanden vom 12. bis zum 17. August 2025 in Ipoh statt. Der vollständige Name der Veranstaltung war Petronas Malaysia International Challenge 2025.

## Sieger und Platzierte
| Veranstaltung | Gold                            | Silber                         | Bronze                                    |
| ------------- | ------------------------------- | ------------------------------ | ----------------------------------------- |
| Herreneinzel  | Eogene Ewe                      | Lee Jan Jireh                  | Mithun Manjunath                          |
| Herreneinzel  | Eogene Ewe                      | Lee Jan Jireh                  | Chua Kim Sheng                            |
| Dameneinzel   | Devika Sihag                    | Isharani Baruah                | Tasnim Mir                                |
| Dameneinzel   | Devika Sihag                    | Isharani Baruah                | Keisha Fatimah Az Zahra                   |
| Herrendoppel  | Keiichiro Matsui Katsuki Tamate | Muhammad Faiq Lok Hong Quan    | Beh Chun Meng Choi Jian Sheng             |
| Herrendoppel  | Keiichiro Matsui Katsuki Tamate | Muhammad Faiq Lok Hong Quan    | Muhammad Nurfirdaus Azman Shahyar Shaqeem |
| Damendoppel   | Jeon Jui Kim Ha-na              | Hinata Suzuki An Uesugi        | Chong Jie Yu Vanessa Ng                   |
| Damendoppel   | Jeon Jui Kim Ha-na              | Hinata Suzuki An Uesugi        | Moe Aoki Misaki Kurashima                 |
| Mixed         | Tan Zhi Yang Nicole Tan         | Kenzie Yoe Luna Rianty Saffana | Datu Anif Isaac Datu Asrah Dania Sofea    |
| Mixed         | Tan Zhi Yang Nicole Tan         | Kenzie Yoe Luna Rianty Saffana | Low Han Chen Vannee Gobi                  |